# Merostachys argyronema
Merostachys argyronema là một loài thực vật có hoa trong họ Hòa thảo. Loài này được Lindm. mô tả khoa học đầu tiên năm 1900.